# Co záleží včele...
Co záleží včele... (anglicky „Does a Bee Care?“) je krátká vědeckofantastická povídka spisovatele Isaaca Asimova, která vyšla poprvé v červnu 1957 v časopise If: Worlds of Science Fiction. Byla následně zařazena do povídkových sbírek, např. Nightfall and Other Stories (1969). Česky vyšla ve sbírce Sny robotů (1996).

## Postavy
- Thornton Hammer
- Theodore Lengyel
- Kane

## Děj
V nejmenovanou dobu se staví na pozemské základně kosmická loď. Theodore Lengyel, zástupce společnosti financující stavbu si stěžuje vedoucímu projektu Thorntonu Hammerovi na jednoho pracovníka jménem Kane. Podle něj nic nedělá. Thornton to ví, ale nehodlá se ho zbavit, v jeho přítomnosti se mu lépe přemýšlí.
Kane se motá kolem stavby a nikdo si ho už nevšímá, lidé jsou na něj zvyklí. Jeho přitahují pouze hvězdy (konkrétně jeden bod na obloze) a nejasně si uvědomuje proces výstavby kosmické lodi. Ví, že až bude dokončena, bude on uvnitř. Jeho předek si vybral planetu Zemi po pečlivém rozvážení. Ne každá planeta byla vyhovující. Umístil zde vajíčko, z něhož se vylíhl tvor, jenž později přijal lidskou podobu (poté, co se lidská rasa stala dominantní na planetě). On sám byl z lidského pohledu nesmrtelný a dokázal ovlivňovat ty nejinteligentnější lidské mozky tak, aby v nich podnítil revoluční vynálezy a objevy. Ovlivnil Isaaca Newtona, Lise Meitnerovou, Alberta Einsteina a další. Cílem je povzbudit lidstvo ke stavbě kosmické lodi.
Když je loď hotová, Kane si vleze dovnitř a čeká na start. Ačkoli byla loď plánována bez posádky, Kane dokázal manipulovat tvůrci lodi, aby v ní nechali dostatečně velký prostor pro něj, a aby na to vzápětí zapomněli. Jakmile se kosmoplán dostane za hranici atmosféry, tvor, jenž býval Kanem odvrhne své lidské tělo. Skončilo larvální období, teď je z něj dospělý jedinec. Opustí prostory lodi a žene se závratnou rychlostí k domovu, odkud jednoho dne vzlétne, aby sám oplodnil nějakou další planetu.
| „                                   | Co záleží včele na tom, co se stane s květinou, když s ní včela skončí a odletí? | “ |
| — Isaac Asimov – Co záleží včele... |                                                                                  |   |